# Dekomprese
Dekomprese obecně je snížení tlaku okolního prostředí. Pojem „dekomprese“ má zvláštní význam v potápění a v letectví. Rozumí se jím jevy související s rychlým snížením tlaku vzduchu nebo vody, které mají nepříznivé účinky na letecký personál a cestující, případně potápěče. Dekomprese při potápění je spojena s přechodem z prostředí s nepřirozeným tlakem (vysoký tlak v hloubce) do přirozeného (tlak na hladině). V letectví je dekomprese spojena s přechodem z prostředí s přirozeným tlakem („normální“ tlak v přetlakované kabině) do prostředí s nepřirozeným tlakem („řídký vzduch“ ve výškách).

## Dekomprese v letectví
Oproti potápění je riziko dekomprese menší. To je dáno menší hustotou vzduchu (u země cca 1 tisícina hustoty vody, s výškou klesá). Pilot se může setkat s rozdílem tlaků maximálně 1 atmosféry – pokud by došlo k poruše přetlakové kabiny s normálním tlakem vzduchu (v praxi je vždy menší) za letu na hranici atmosféry (tlak vzduchu téměř nulový). Potápěč je vystaven stejným účinkům při rychlém výstupu z pouhých deseti metrů hloubky.
Intenzitu dekomprese při poruše kabiny určuje rozdíl tlaků (dán tlakem v kabině a výškou letu. Dekomprese reálně hrozí při letu nad 5,5 km) a rychlost poklesu tlaku (při rychlé dekompresi 1—10s) se setkáme s obtížemi s 55% pravděpodobností, při explozivní dekompresi (do 1 s) s 90% pravděpodobností.
To, jak velké budou obtíže z hlediska dekompresní nemoci, je dáno i člověkem. Náchylnější jsou starší lidé, obézní (v tuku je rozpuštěno velké množství dusíku který se na dekompresní nemoci podílí nejvíc), a lidé kteří se před letem potápěli (byli v hloubce vystaveni většímu tlaku než je atmosférický a tak do sebe dostali více dusíku (proto je před letem potápění zakázáno).

## Jevy doprovázející dekompresi v letadle
Co se stane, pokud letadlu při letu ve velké výšce praskne překryt kabiny? Ozve se silná rána a vzduch začne unikat z kabiny. Tlak vzduchu v kabině se snižuje, tím dochází ke kondenzaci vodní páry, v kabině je mlha a pilot nevidí. Proud vzduchu s sebou strhává smetí a popřípadě úlomky překrytu, vířící částice mohou zranit pilota. Dochází k rozpínání vzduchu v plicích pilota (jakoby samovolné „nadechnutí“). Pokud hned nevydechne, plíce se „nadechnou“ co dovolí žebra a potom když už se objem plic nemůže zvětšit, začne stoupat tlak v plicích a dojde k potrhání plicních sklípků. Dochází také k vykašlávání krve z plic, dýchání je bolestivé. To nutí člověka aby podvědomě dýchal mělce a rychle – může dojít k hyperventilaci. Rozvíjí se dekompresní neboli kesonová nemoc. S pobytem v prostředí s nízkým tlakem vzduchu je spojena hypoxická hypoxie. Vzduch v okolní atmosféře (po dekompresi je stejný i v kabině) je ve velkých výškách velmi chladný (11 km: –56,5 °C). Vyskytují se baroobtíže (rozpínání vzduchu vevnitř těla – prasknutí ušních bubínků, bolesti břicha, bolesti dutin, atd). To vše vede k obrovskému psychickému stresu, může nastat šok.